# ISO 3166-2:CL

Mapa administrativního členění státu Chile

Kódy ISO 3166-2 pro Chile identifikují 16 regionů (stav v roce 2018). První část (CL) je mezinárodní kód pro Chile, druhá část sestává z dvou písmen identifikujících region.

## Seznam kódů
| kód   | region                                                                     |
| ----- | -------------------------------------------------------------------------- |
| CL-AI | Aysén (Aysén del General Carlos Ibáñez del Campo)                          |
| CL-AN | Antofagasta                                                                |
| CL-AP | Arica a Parinacota                                                         |
| CL-AR | Araukánie (La Araucanía)                                                   |
| CL-AT | Atacama                                                                    |
| CL-BI | Bío-Bío                                                                    |
| CL-CO | Coquimbo                                                                   |
| CL-LI | Libertador General Bernardo O'Higgins                                      |
| CL-LL | Los Lagos                                                                  |
| CL-LR | Los Ríos                                                                   |
| CL-MA | Magallanes a Chilská Antarktida (Region Magallanes y la Antártica Chilena) |
| CL-ML | Maule                                                                      |
| CL-NB | Ñuble                                                                      |
| CL-RM | Metropolitní region (Santiago)                                             |
| CL-TA | Tarapacá                                                                   |
| CL-VS | Valparaíso                                                                 |